# (31979) 2000 HH14
2000 HH14 (asteroide 31979) é um asteroide da cintura principal. Possui uma excentricidade de 0.20300330 e uma inclinação de 13.69707º.
Este asteroide foi descoberto no dia 28 de abril de 2000 por LINEAR em Socorro.